# Andrzej Poppe
Andrzej Poppe (ur. 12 lipca 1926 w Wołominie, zm. 31 stycznia 2019 w Warszawie) – prof. dr hab., polski historyk, bizantynolog. Specjalizował się w historii średniowiecznej Rusi, stosunkach bizantyńsko-ruskich. Członek Rady naukowej Ukraińskiego Czasopisma Historycznego.

## Życiorys
Pochodził z Kresów Wschodnich. W czasie II wojny światowej członek Armii Krajowej, aresztowany w latach 1944–1946 pracował jako górnik w ZSRR. Następnie w 1946–1947 był planistą w Państwowych Zakładach Przemysłu Wełnianego w Ozorkowie. Służba wojskowa w latach 1947–1949. Słuchacz Uniwersyteckiego Studium Przygotowawczego w Łodzi w okresie 1949–1950. Magister historii w 1955 na UW. Doktorat (Legenda o Borysie i Glebie na tle Historiografii staroruskiej XI w.) obronił 29 listopada 1960 pod kierunkiem Aleksandra Gieysztora, habilitacja tamże w 1969. Profesor nadzwyczajny - 1987, profesor zwyczajny - 1992. Zatrudniony w Instytucie Historii UW od 1959 kolejno jako starszy asystent, adiunkt 1961 w Katedrze Historii Polski do XVIII w. Od 1969 docent w Zakładzie Historii Narodów ZSRR i Słowiańszczyzny oraz w Zakładzie Nauk Pomocniczych Historii. W okresie 1955–1959 był asystentem w Instytucie Historii Kultury Materialnej PAN. Visiting professor na uniwersytetach w Moskwie (1976), Münster (1978–1979), Frankfurcie nad Menem (1983), University of California, Los Angeles (1986), Heidelbergu (1992), Moguncji (1995), Kioto (1998), Dumbarton Oaks fellow na Uniwersytecie Harvarda (Waszyngton) 1973–1974 i 1985–1986, All Souls College fellow na Uniwersytecie Oksfordzkim 1988. Jego artykuły ukazywały się w takich czasopismach jak „Byzantinorossica” czy „Harvard Ukrainian Studies”. Autor haseł do Słownika Starożytności Słowiańskich, Oxford Dictionary of Byzantium. Jego żoną jest historyk Danuta Poppe (ur. 1932). Jego uczniami są Hieronim Grala i Adrian Jusupović.

## Wybrane publikacje

### Książki
- (przekład) A. E. Kunina, Klęska amerykańskich planów zdobycia panowania nad światem w latach 1917–1920, tł. z jęz. ros. A. Poppe, Warszawa: „Książka i Wiedza” 1952.
- (przekład) Borys Grekov, Chłopi na Rusi od czasów najdawniejszych do XVII wieku, t. 1–2, tł. Andrzej Poppe, Antoni Rybarski, Andrzej Sienkiewicz, Warszawa: Państwowe Wydawnictwo Naukowe 1955–1957.
- Materiały do słownika terminów budownictwa staroruskiego X–XV w., Wrocław: Zakład Narodowy im. Ossolińskich Wydawnictwo PAN 1962.
- (redakcja) Zygmunt Świechowski, Budownictwo romańskie w Polsce: katalog zabytków, teksty źródłowe i bibliogr. sprawdził i uzup. Andrzej Poppe przy współpr. Krystyny Białoskórskiej,  Wrocław: Zakład Narodowy im. Ossolińskich Wydawnictwo PAN 1963.
- Materiały do dziejów tkaniny staroruskiej: terminologia źródeł pisanych, Wrocław: Zakład Narodowy im. Ossolińskich Wydawnictwo PAN 1965.
- Państwo i kościół na Rusi w XI wieku, Warszawa: Państwowe Wydawnictwo Naukowe 1968[4].
- The Rise of Christian Russia, London: Variorum Reprints 1982. Collected Studies 157 (zbiór artykułów).
- Kak byla kreŝena Rus', Moskva: Izdat. političeskoj literatury 1988.
- Kak byla kreŝena Rus', Moskva: Izdat. političeskoj literatury 1989.
- Mihajlo Gruševs'kij, History of Ukraine-Rus, t.1: From prehistory to the eleventh century,  transl. by Marta Skorupsky, ed. by Andrzej Poppe and Frank E. Sysyn with the assistance of Uliana M. Pasicznyk, Edmonton - Toronto: Canadian Institute of Ukrainian Studies Press 1997.
- Berestânye gramoty: 50 let otkrytiâ i izučeniâ. Materialy meždunarodnoj konferencii Velikij Novgorod, 24–27 sentâbrâ 2001 g., pod obščej red. V. L. Ânina, redkol. A. A. Gippius et al., Istoričeskij Fakul'tet MGU im. M. V. Lomonosova, Novogrodskij Gosudarstvennyj Obedinennyj Istoriko-Hudožestvennyj Muzej-Zapovednik, Centr po Organizacii i Obespečeniû Arheologičeskih Issledovanij Novogroda, Moskva: „Indrik” 2003.

### Wybrane artykuły
- Uwagi o najstarszych dziejach kościoła na Rusi: cz. 1: Początki metropolii i sprawa archikatedry, „Przegląd Historyczny” 55 (1964), z. 3, s. 369–391.
- Uwagi o najstarszych dziejach kościoła na Rusi. Cz. 2: Metropolia Perejesławska: traktat o azymach, „Przegląd Historyczny” 55 (1964), z. 4, s. 557–572.
- Uwagi o najstarszych dziejach kościoła na Rusi: cz. 3: Metropolia czernihowska, „Przegląd Historyczny” 56 (1965), z. 4,  s. 557–569.
- Le traité des Azymes Leontos metropolitou tes en Rhosiai Presthlabas: quand, où et par qui at-il été écrit?, „Byzantion” 35 (1965), s. 504–527, przedruk [w:] The Rise of Christian Russia, London 1982, nr I.
- Fundacja biskupstwa smoleńskiego, „Przegląd Historyczny” 54 (1966), z. 4, s. 539–557.
- Opowieść latopisarska o wyprawie „na Greków” w 1043 roku, „Slavia Orientalis”, 16 (1967), s. 349–362.
- La prince et l’ Eglise en Russie despuis la fin du Xe jusqu’au debut du XIIe siecle, „Acta Poloniae Historia” 20 (1969), s. 95–119, przedruk [w:] The Rise of Christian Russia, London 1982, nr IX.
- K czteniju odnogo miesta Powiesti vremiennych let, „Literatura i obszczestwiennaja mysl Drewniej Rusi, Trudy Otdelenija drewnieruskoj literatury” 24 (1969), s. 54–57.
- L'organisation diocesaine de la Russie aux XIe–XIIe siecles, „Byzantion” 40 (1970), s. 165–217, przedruk [w:] The Rise of Christian Russia, London 1982, nr VIII.
- La derniere expedition russe contre Constantinople, „Byzantinoslavica”, 32 (1971), s. 1–29, 233–268.
- The political background to the baptism of the Rus, „Dumbarton Oaks Papers” 30 (1976), s. 17–24, przedruk [w:] The Rise of Christian Russia, London 1982, nr II.
- Ruś i Bizancjum w latach 986–989, „Kwartalnik Historyczny” 85 (1978), nr 1, s. 3–23.
- The original status of the Old Russian Church, „Acta Poloniae Historia” 39 (1979), s. 5–45, przedruk [w:] The Rise of Christian Russia, London 1982, nr III.
- Das Reich der Ruś im 10. und 11. Jahrhundert: Wandel der Ideenwelt, „Jahrbücher für Geschichte Osteuropas” Neue Folge, 28 (1980), nr 3, 334–354, przedruk [w:] The rise of Christian Russia, London 1982, nr I.
- Christianisierung und Kirchenorganisation der Ostslawen in der Zeit vom 10. bis zum 13. Jahrhundert, „Österreichisches Ost-und Südosteuropa-Institut" 1 (1988), s. 458–506.
- Pierwszych sto lat chrześcijaństwa na Rusi, „Przegląd Humanistyczny" 33 (1989), z. 4 (283), s. 1–17.
- Once again cocncerining the baptism of Olga, Archontissa of Rus', „Dumbarton Oaks Papers” (1992), s. 271–278.
- Spuścizna po Włodzimierzu Wielkim. Walka o tron kijowski 1015–1019, „Kwartalnik Historyczny” 102 (1995), nr 3/4, s. 3–22.